# Tineinae
Tineinae is een onderfamilie van nachtvlinders van de familie Tineidae. De onderfamilie is wetenschappelijk beschreven door de Fransman Latreille en werd voor het eerst geldig wetenschappelijk gepubliceerd in 1810. Het typegeslacht is Tinea.
Nederlandse soorten in deze onderfamilie zijn:
- Pelsmot (Tinea paleonella)
- Kleermot (Tineola bisseliella)

## Geslachten
Het bestaat uit de volgende geslachten:
- Acridotarsa – Anomalotinea – Asymphyla – Ceratobia – Ceratophaga – Ceratosticha – Ceratuncus – Craniosara – Crypsithyris – Crypsithyrodes – Eccritothrix – Elatobia – Enargocrasis – Eremicola – Falsivalva – Graphicoptila – Hippiochaetes – Kangerosithyris – Lipomerinx – Metatinea – Miramonopis – Monopis – Nearolyma – Niditinea – Ocnophilella – Paratinea – Phereoeca – Praeacedes – Pringleophaga – Proterodesma – Proterospastis – Reisserita – Stemagoris – Tetrapalpus – Thomintarra – Tinea – Tinemelitta – Tineola – Tineovertex – Trichophaga – Tryptodema – Wyoma – Xerantica